# Thiophénol
Le thiophénol est un composé organosulfuré de formule semi-développée C6H5SH, aussi notée PhSH. Ce liquide incolore d'odeur très forte est le plus simple des thiols aromatiques. La structure chimique du thiophénol est analogue à celle du phénol, exception faite que l'atome d'oxygène du groupe hydroxyle lié au cycle aromatique est remplacé par un atome de soufre.
Les thiophénols sont décrits comme la classe de composés chimiques formellement dérivé du thiophénol. Ils ont tous le groupe sulfhydryle (-SH) attaché par une liaison covalente à un noyau aromatique en C6. Le 
merthiolate, ligand organosulfuré utilisé en médecine est un thiophénol.

## Utilisation
Le thiophénol est un composant de base pour la synthèse de composés organiques tel le chlorure de phénylsulfényle, un liquide rouge sang (p.e. 41-42 °C) préparé par réaction du thiophénol avec du chlore. Le thiophénol est utilisé pour la préparation de produits phytosanitaires, pharmaceutiques, des pigments et des monomères.

## Production et synthèse
De nombreuses voies existent pour former du thiophénol et ses dérivés. Cependant, le thiophénol utilisé dans les laboratoires est habituellement acheté. 
- Réduction du chlorure de benzènesulfonyle avec du zinc[10].
- Réaction du soufre élémentaire avec les halogénures de phényl magnésium ou du phényl lithium suivie d'une acidification[11].

La production au niveau industriel utilise plusieurs voies de synthèse qui sont principalement basées sur le principe de la réduction.
Le benzène peut par sulfochloration donner le chlorure de benzènesulfonyle en présence d'acide chlorosulfurique. Le chlorure de benzènesulfonyle est ensuite réduit à l'aide de zinc ou d'étain dissout dans une solution acide diluée. Ceci conduit à des effluents aqueux contenant des sels métalliques dangereux pour l'environnement. L'usage de catalyseurs tel le plomb permet de réduire la quantité de métal réducteur nécessaire à la réaction.

Etape1: {\displaystyle Ar-H+HO-SO_{2}Cl\ {\xrightarrow[{}]{-H_{2}O}}\ Ar-SO_{2}Cl}
Etape2: {\displaystyle Ar-SO_{2}Cl\ {\xrightarrow[{}]{red.}}\ Ar-SH}

Une autre voie de réduction est le phosphore rouge en présence de iodure d'hydrogène dans une solution aqueuse ou d'acide acétique.
Une réduction en 2 étapes est également utilisé pour la production de thiophénol: formation de sulfinate ou de disulfites à partir du chlorure de benzènesulfonyle suivie d'une hydrogénation sous pression en présence de sulfite métallique.

{\displaystyle Ar-SO_{2}Cl\ {\xrightarrow[{Na_{2}SO_{3}}]{NaOH}}\ Ar-SO_{2}^{-}Na^{+}\ {\xrightarrow[{H_{2}}]{cat}}\ Ar-SH}
{\displaystyle Ar-SO_{2}Cl\ {\xrightarrow[{Na_{2}SO_{3}}]{NaOH}}\ Ar-SO_{2}^{-}Na^{+}\ {\xrightarrow[{}]{}}\ Ar-S-S-R\ {\xrightarrow[{H_{2}}]{cat}}\ Ar-SH}

## Propriétés physico-chimiques

### Acidité
Le thiophénol est un acide appréciablement plus fort que le phénol. Il a un pka de 6 tandis que celui du phénol est égal à 10. Cette plus forte acidité est commune au sulfure d'hydrogène (H2S) par rapport à l'eau (H2O) et plus généralement à tous les thiols comparativement aux alcools correspondants. Le traitement du thiophénol avec une base forte comme l'hydroxyde de sodium ou avec un métal alcalin comme le sodium fournit le sel thiophénolate correspondant comme le thiophénolate de sodium (PhSNa).

### Alkylation
Les thiophénolates sont hautement nucléophiles et se convertissent avec de hautes vitesses d'alkylation. Ainsi, le traitement du C6H5SH avec de l'iodométhane en présence d'une base donne du sulfure de méthyle phényle C6H5SCH3, un thioéther. De telles réactions sont difficilement irréversibles. Le thiophénol s'additionne aussi aux carbonyles α,β-insaturés via une addition de Michael.

### Oxydation
Les thiophénols, spécialement en milieu basique, sont facilement oxydés en disulfures de diphényle:
2 C6H5SH + 1/2 O2 → C6H5S-SC6H5 + H2O
Les disulfures peuvent être de nouveau réduits en thiols en utilisant du tétrahydruroborate de sodium (NaBH4) suivi d'une acidification. Cette réaction redox pour le thiophène est aussi exploitée comme source d'atomes d'hydrogène.

### Chimie de coordination
Les thiophénolates de cations métalliques peuvent être polymériques. Un exemple est le thiophénolate de cuivre, (C6H5SCu)n qui est obtenu en faisant réagir du chlorure de cuivre (I) sur le thiophénol.

## Sécurité
Le thiophénol est hautement toxique.